# Ministerio de Finanzas (Argentina, 1949)
El Ministerio de Finanzas de la Argentina fue un departamento del Gobierno de Argentina con competencia en política monetaria. Existió entre 1949 y 1956.

## Historia
Fue establecido por la Primera Disposición Transitoria de la reforma de la Constitución de la Nación Argentina del 11 de marzo de 1949. La Ley 13 529, sancionada por el Congreso el 7 de julio de 1979, estableció la competencia de los ministerios. El Ministerio de Finanzas entendía en la política monetaria.
El primer titular fue Miguel Revestido, quien, tras el golpe de Estado de septiembre de 1955, fue sustituido por Julio Alizón García.
Durante la Revolución Libertadora, el 8 de junio de 1956, se formó un nuevo departamento, denominado «Ministerio de Hacienda», que unificó los Ministerios de Hacienda y de Finanzas vigentes desde 1949 (Decreto-Ley 10 351).

## Dependencias
El Decreto 7931 dictado por Perón el 6 de mayo de 1953 estableció, en su Artículo 4.º, las dependencias del Ministerio de Finanzas.

Art. 4° – Serán Organismos de Ejecución las siguientes entidades autárquicas: Banco Central de la República Argentina, Banco de la Nación Argentina, Banco Industrial de la República Argentina, Banco Hipotecario Nacional, Caja Nacional de Ahorro Postal, Instituto Mixto de Inversiones Mobiliarias y la Dirección General de Servicios Sociales para Bancarios.
Decreto 7931